# Reconquista
Reconquistaen er historien om den langsomme generobring af den Iberiske halvø (dvs. det nuværende Portugal og Spanien) fra maurerne, som soldater fra de kristne kongeriger udførte mellem 722 og 1492, og som medførte fordrivelsen af maurerne fra halvøen.

## Baggrund
I 711 invaderede araberne første gang Den Iberiske Halvø fra Nordafrika. I løbet af tre år underlagde de sig halvøen og oprettede riget al-Andalus, som omfattede hele den iberiske halvø, med undtagelse af et lille hjørne op mod Biskayen. I dette restområde opstod en række kristne kongedømmer, der siden blev udgangspunkt for en ekspansion mod syd på bekostning af det muslimske herredømme.
I Asturiens bjerge gjorde de kristne den første sejrrige modstand mod de indtrængende arabere i slaget ved Covadonga i 722, men trods de mange væbnede konflikter mellem fyrster, der tilhørte henholdsvis islam og kristendommen, dukkede begrebet "religiøs krig" først op i den anden halvdel af det 11. århundrede, langt inde i korstogenes tid.
De ældste krøniker skrevet i Asturien, der beskriver den konflikt, der senere blev kendt som La reconquista, stammer fra 9. og 10. århundrede, og de lægger stor vægt på det asturiske kongehus' forbindelser til de visigotiske konger, og at al-Andalus derfor var deres retmæssige men nu tabte ejendom, og at det var kongernes pligt at generobre det. Disse krøniker blev skrevet af mozarabere, dvs. kristne fra al-Andalus, der havde måttet forlade deres hjemegn og flygte mod nord. Denne gruppe havde rødder i den visigotiske overklasse og havde bevaret forbindelsen til dens traditioner. Beskrivelsen af denne evige konflikt mellem to civilisationer; én oprindelig, men nu fordreven og en fremmede invaderende, blev modsvaret af krøniker fra al-Andalus, der fokuserer på den muslimske fyrstes pligt til at erobre og omvende nabofolket til islam.
Ideen om de to adskilte og evigt kæmpende kulturer har i høj grad påvirket det billede, som i eftertiden er opstået om forholdet mellem de muslimske og kristne stater i Spanien. Den har længe været så fasttømret, at den er blevet selvforklarende; dvs. det har længe ikke været nødvendigt at forklare baggrunden for konflikten som andet end en konflikt mellem to stridende civilisationer, mellem øst og vest.
Kilder fra den visigotiske periode viser, at regionen omkring Asturien, der blev beboet af folkeslagene vasconi, cantabri og asturi, aldrig blev fuldt ud kontrolleret af dem, og at det samme var tilfældet i den sidste del af det romerske herredømme. Asturien var allerede før 711 reelt et selvstændigt område. Covadonga lå derfor i et område, der aldrig havde været en del af det gamle visigotiske kongerige. Desuden tyder alt på at den konge, Pelayo, der anførte de kristne tilhørte en lokalt asturisk dynasti, og at han derfor i realiteten fortsatte den kamp for landets selvstændighed, hans forgængere havde ført mod romerne og visigoterne.

## Kulturelle forhold under reconquista'en
Det område, der var erobret af muslimerne, blev kaldt al-Andalus. her fandtes der stadigvæk kristne samfund (Dhimmi-samfund), de blev mozarabere og fik allernådigst af det muslimske herrefolk tilladelse til at beholde deres religion, sprog og love. Dhimmi-statusen blev dog ophævet efterhånden som reconquista'en bredte sig (som følge af arvingernes generobring af de landområder, som tidligere havde tilhørt vestgoterne) og med ankomsten af almoraviderne og almohaderne fra Nordafrika.
Ligeledes levede der fortsat muslimer i de landområder, som kom under de kristne konger. På den måde skabtes der en vigtig kulturel udveksling mellem muslimer og kristne. Til de to nævnte kulturer føjede sig jødernes. De talte bortset fra hebraisk også arabisk og castiliansk (spansk), hvad der gav dem en vigtig rolle i oversættelsen af tekster (sammen med de kristne oversættere på tolkeskolen i Toledo). Takket være oversættelse til latin nåede teksterne ud til de andre europæiske lande.

## Ændrede krigsmål
Kampen mod maurerne forhindrede ikke de kristne kongeriger i at strides indbyrdes eller at have forbindelser til de islamiske kongehuse. Eksempelvis nedstammede de første konger af Navarra fra familien Banu Qasi fra Tudela. Mauriske konger havde ofte hustruer eller mødre, som var opvokset i kristne familier, og de kristne helte som El Cid lavede aftaler med kongerne af Taifa om at bekæmpe deres naboer.
I højmiddelalderen blev kampen mod de spanske maurere gjort ensbetydende med den samlede kristenheds kamp. Ridderordner som "Den Hellige Jakobs Orden", "Montesa-ordenen" og "Tempelridderne" blev grundlagt eller indkaldt. Paverne kaldte de europæiske riddere til korstog på halvøen, og hære fra Frankrig, Navarra, Castillien og Aragonien kæmpede sammen i slaget ved Las Navas de Tolosa i 1212.
Isabella I af Kastilien og Ferdinand II af Aragonien (de "katolske monarker") afsluttede den kulturelle udveksling mellem muslimer og kristne, da det endelig lykkedes dem, at fordrive de muslimske erobrere fra Spanien efter Granadas fald i 1492. Dermed afsluttedes Reconquistaen.

## Minder om den arabiske tid i dagens Spanien
- ca. 4000 ord af arabisk oprindelse
- arabiske monumenter (slotte som Alhambra)
- moskeer som den i Cordoba
- kunstneriske elementer (ornamenter, mosaikker) i de kristne kirker

## Sociale grupper på reconquistaens tid
Efter sejre og nederlag opstod der særlige, sociale grupper:
- Mozaraberne: Efterkommere af den romerske befolkning, som ikke konverterede til islam. I forfølgelsestider udvandrede en del af dem nordpå.
- Muladierne: Kristne, som konverterede til Islam efter erobringen af Spanien.
- Renegaterne: Enkelte kristne, som gik over til Islam og ofte tog del i kampene mod deres tidligere trosfæller.
- Mudejarerne: Muslimer som blev tilbage i de områder, der blev erobret af de kristne. Deres efterkommere blev kaldt "moriscos" efter 1492.

## Tidslinje
- 711 Slaget ved Guadalete: muslimerne trænger ind i de vestgotiske riger i det nuværende Spanien.
- 718 Muslimerne bliver slået ved Alcama af vestgoteren Pelayo.
- 722 Slaget ved Covadonga vindes igen af Pelayo.
- 732 Slaget ved Poitiers: Karl Martel standser muslimernes fremrykning nord for Pyrenæerne.
- 750 Styrker under Alfonso 1., hertug af Kantabrien, besætter Galicien, som berbiske tropper har opgivet.
- 778 En del af Karl den Stores hær lider nederlag til baskerne i slaget ved Roncesvalles. Bagtroppens kamp beskrives i Rolandskvadet, hvor Holger Danske er en af heltene.
- 785 Frankerne indtager Girona.
- 801 Frankerne indtager Pamplona.
- 929 Emiren af Cordova tager titlen kalif.
- 1045 Rodrigo Diaz de Bivar – også kaldet El Cid – fødes.
- 1064 Barbastro-korstoget. Tropper fra Frankrig – under kommando af Vilhelm 8. af Aquitanien – og Italien griber for første gang ind på pavens opfordring. Barbastro i Aragonien bliver erobret i juni, men tabes igen til muslimerne det følgende år.
- 1085 Alfonso 4. af Leon indtager Toledo.
- 1086 Forstærkninger fra de berbiske almoravider gør, at Alfonso 6. af Leon og Kastilien lider nederlag i slaget ved Sagrajas ved Badajoz.
- 1094-1099 Rodrigo Diaz de Bivar, El Cid Campeador, erobrer Valencia og bliver dets konge.
- 19. november 1096 Peter 1. af Aragonien vinder slaget ved Alcoraz. Det åbner vejen til Huesca, som bliver landets nye hovedstad.
- 30. maj 1108 Slaget ved Uclés (Cuenca): De castilianske tropper bliver hugget ned, og landets eneste arving, barnet Sancho, mister livet.
- 24. januar 1110 Den muslimske hær bliver slået i slaget ved Valtierra (Navarra).
- 1117-1118 Aragonierne og deres allierede fra Frankrig erobrer kongeriget Zaragoza.
- 1120 Slaget ved Cutanda: Aragonierne og frankerne vinder over en stor muslimsk hær.
- 1125-1127 Kongen af Aragonien foretager et langt togt for at hjælpe Mozaraberne i Granada. Han belejrer byen, men må trække sig tilbage og tager 10.000 mozarabere med sig.
- 1137 Alfonso 7. af Kastilien og León kalder sig "kejser af Spanien".
- 1158 Calatravaordenen grundlægges.
- 1170 Jakobsordenen grundlægges.
- 1180 Alfonso 7. af Kastilien og Leon indtager Plasencia i Estremadura.
- 1177 Alfonso 8. af Kastilien og Leon indtager Cuenca.
- 1195 Den muslimske hær sejrer i slaget ved Alarcos.
- 16. juli 1212 Slaget ved Las Navas de Tolosa bliver vundet af de samlede, kristne kongeriger over en stor, muslimsk hærstyrke.
- 1229 : Alfonso 9. af Kastilien og León indtager Carceres.
- 1229 : Jakob 1. af Aragonien erobrer Balearerne.
- 1230 : Alfonso 9. af Kastilien og Leon indtager Badajoz og Mérida i Estremadura.
- 1231-1288 Aragonien påtager sig et protektorat for Menorca.
- 1236 Castilianere og leonere indtager Cordoba.
- 1237 Aragonierne vinder slaget ved Puig Cebolla (Katalonien).
- 1243 : Ferdinand 3. af Kastilien og Leon lægger et protektorat over kongedømmet Murcia.
- 1246 Castilianere og Leonere indtager Jaen.
- 1248 Castilianere og Leonere indtager Sevilla.
- 1248 Undsættelse af Valencia.
- 1264 Mudejarerne gør oprør i Andalusien.
- 1275 Undsættelse af Valencia.
- 2. januar 1492 De katolske monarker indtager Granada og afslutter reconquistaen.